# Domu mom
Domu mom je deseti album Mate Bulića. U prodaju je izašao 22. prosinca 2011. godine. Neke tekstove pjesama je napisao Marko Perković Thompson.

## Popis pjesama
1. Domu mom
2. Dvije lude (duet s Majom Šuput)
3. Sto života dao bi
4. Hvala ti za sve (Mojoj ženi)
5. Svatovska (Mojoj kćeri)
6. Grijeh mladosti
7. Ilindan
8. Ženo
9. Ljubim tebe Slavonijo
10. Pjevam i plačem

## Vanjske poveznice
- Album "Domu mom" na Croatia Records